# Jiří z Martinic (1532–1598)
Jiří Bořita z Martinic (1532 – 22. ledna 1598) byl český šlechtic z rodu Martiniců a vysoký úředník Českého království.

## Původ
Pocházel ze šlechtického rodu Martiniců, byl synem karlštejnského purkrabího Jana z Martinic († 1577) a jeho první manželky Ižoldy Františky, rozené Berkové z Dubé († 1560). Svou kariéru u dvora zahájil jako stolník arcivévody Maxmiliána (1560), u dvora císaře Maxmiliána II. byl pak kraječem (1569) a v letech 1571–1576 komorníkem. V mládí byl také častým účastníkem společenských aktivit u dvora pánů z Rožmberka. V roce 1575 se připomíná u dvora arcivévodů Rudolfa II. a Arnošta a v letech 1575–1576 byl hejtmanem slánského kraje za panský stav. V říjnu 1577 byl jmenován přísedícím komorního soudu, ale již v roce 1578 se stal přísedícím zemského soudu. V letech 1584–1585 byl krátce nejvyšším dvorským sudím a poté dlouholetým nejvyšším zemským sudím Českého království (1585–1597). Krátce před smrtí nakonec vykonával funkci nejvyššího českého kancléře (1597–1598).

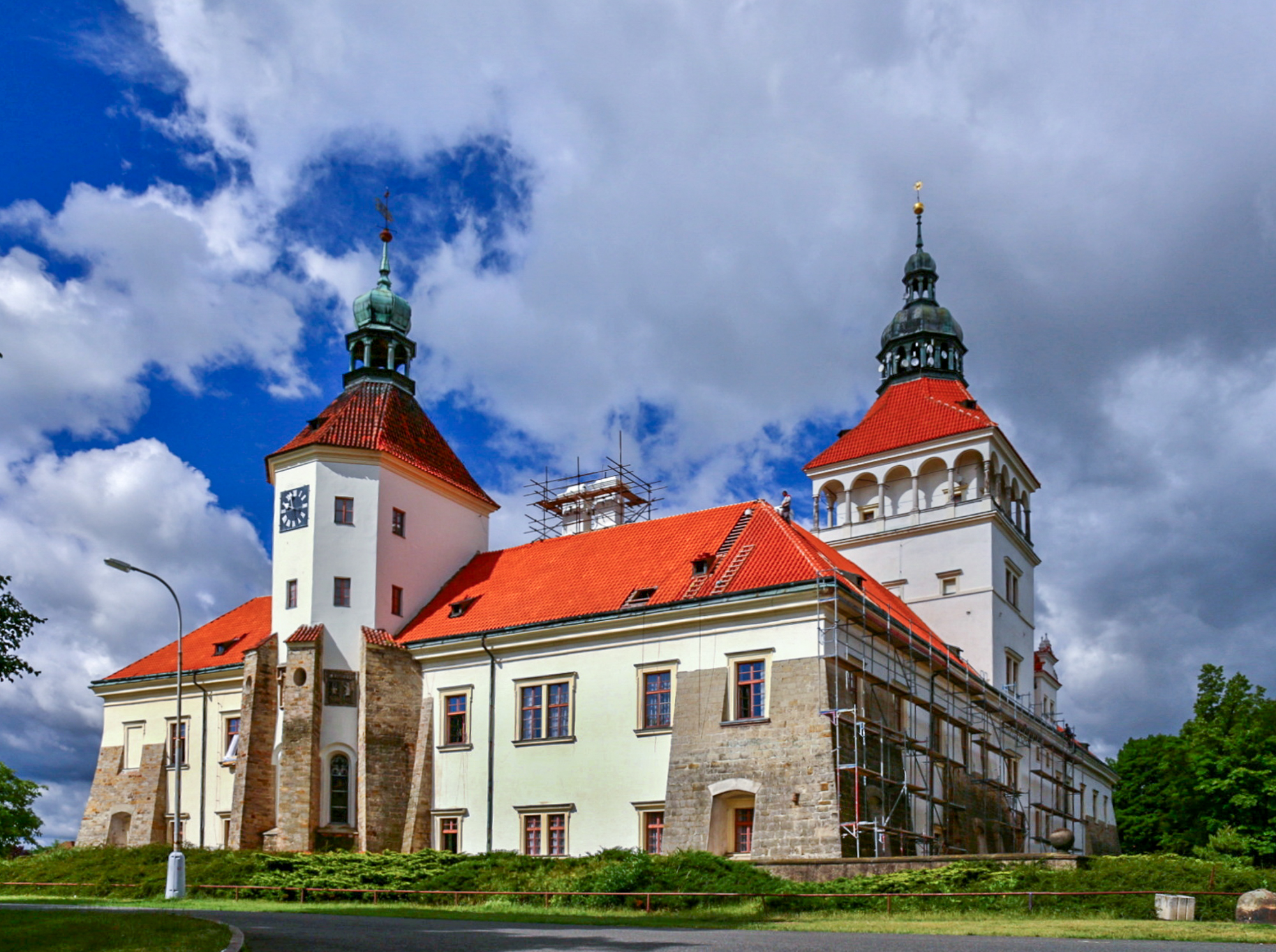
Vstupní část smečenského zámku

Ještě za otcova života převzal do správy hlavní rodové panství Smečno (1571) s podmínkou vyplacení dědických podílů mladším bratrům Zdislavovi († 1575) a Jaroslavovi († 1582). Ti však oba zemřeli předčasně a Jiří Bořita tak bez finančních ztrát udržel celé rodinné dědictví pro sebe. V roce 1581 přikoupil panství Stochov, které natrvalo připojil ke Smečnu. Součástí stochovského panství byl také statek Lány, který byl vyčleněn jako samostatný celek a v roce 1589 prodán císaři Rudolfovi II. a připojen ke Křivoklátu. V roce 1595 Jiří Bořita po vymřelé evangelické větvi Martiniců převzal panství Okoř s hradem. Nadále také rozšiřoval smečenské panství a v roce 1595 přikoupil statek Čelechovice. V polovině osmdesátých let 16. století nechal přestavět hrad ve Smečně na pohodlný renesanční zámek. Mezitím v roce 1583 koupil palác v Praze na Hradčanech, který pak nechal nákladně přestavět a upravit, protože v hlavním městě jako vysoký zemský úředník potřeboval reprezentační sídlo.

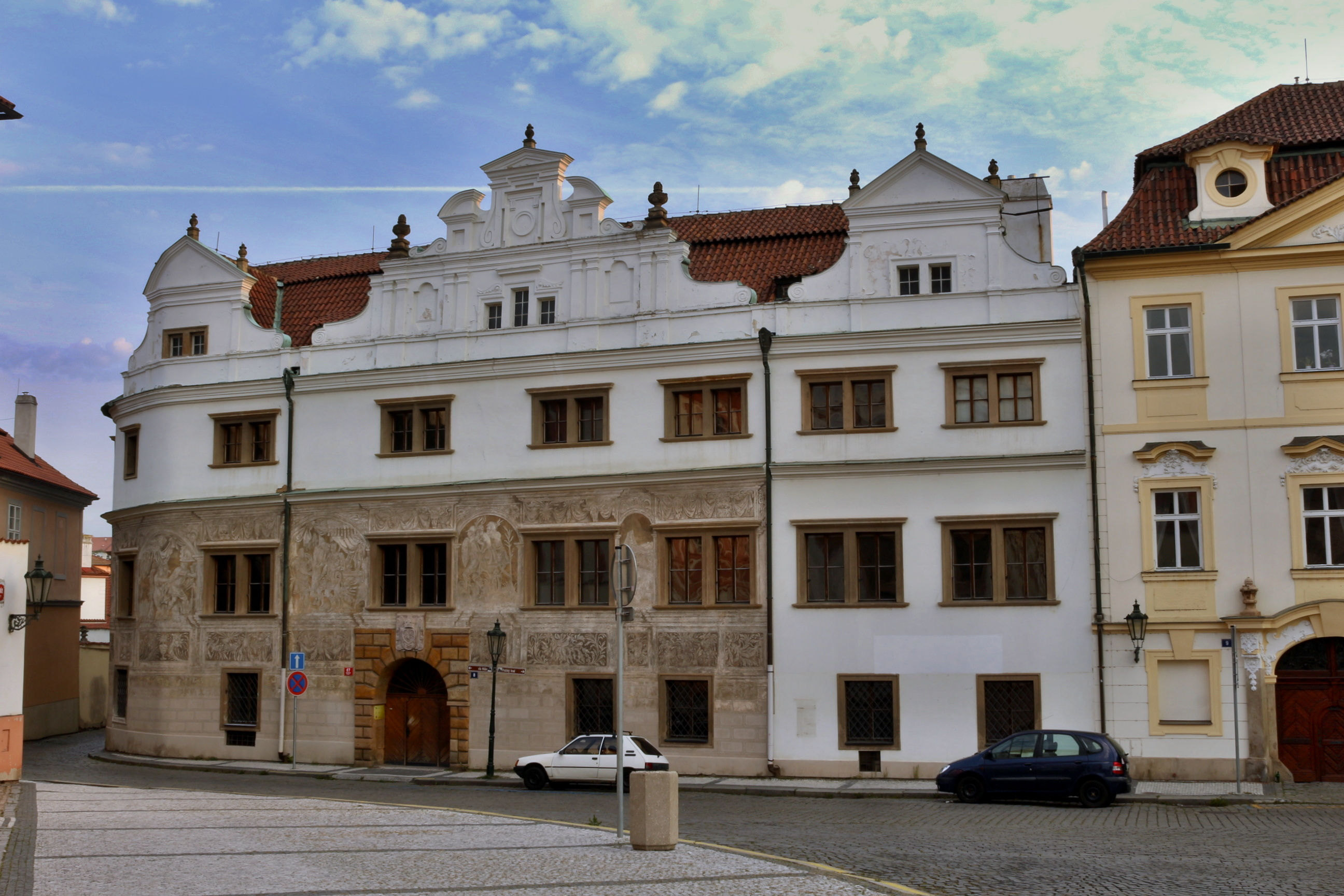
Martinický palác na Hradčanském náměstí

Jiří Bořita z Martinic byl horlivým katolíkem a přední osobností katolické menšiny v nejvyšších zemských úřadech Českého království. Ve Smečně nechal přestavět kostel Nejsvětější Trojice (1587) a v Praze se podílel na obnově minoritského kláštera u kostela sv. Jakuba. Jeho finanční solventnost dokládá půjčka 40 000 kop míšeňských grošů, kterou v roce 1595 poskytl císaři Rudolfovi II.
Byl ženatý s Eliškou z Vrbna, manželství ale zůstalo bez potomstva. Dědicem panství Smečno a Okoř se čtyřiceti vesnicemi a Martinického paláce v Praze se stal nezletilý synovec Jaroslav Bořita z Martinic (1582–1649), který se později stal jednou z předních osobností pobělohorského období.